# Забрежани
Забрежани (хорв. Zabrežani) — населений пункт у Хорватії, в Істрійській жупанії у складі міста Пазин.

## Населення
Населення за даними перепису 2011 року становило 426 осіб.
Динаміка чисельності населення поселення:

## Клімат
Середня річна температура становить 11,94 °C, середня максимальна – 26,22 °C, а середня мінімальна – -2,88 °C. Середня річна кількість опадів – 1035 мм.
| Клімат поселення                              | Клімат поселення | Клімат поселення | Клімат поселення | Клімат поселення | Клімат поселення | Клімат поселення | Клімат поселення | Клімат поселення | Клімат поселення | Клімат поселення | Клімат поселення | Клімат поселення | Клімат поселення |
| Показник                                      | Січ.             | Лют.             | Бер.             | Квіт.            | Трав.            | Черв.            | Лип.             | Серп.            | Вер.             | Жовт.            | Лист.            | Груд.            |                  |
| Середній максимум, °C                         | 9,21             | 9,94             | 12,60            | 16,64            | 21,42            | 25,69            | 26,22            | 25,53            | 20,73            | 16,17            | 11,21            | 8,36             |                  |
| Середня температура, °C                       | 3,16             | 3,89             | 6,56             | 10,60            | 15,37            | 19,64            | 22,22            | 21,53            | 16,71            | 12,16            | 7,20             | 4,34             |                  |
| Середній мінімум, °C                          | −2,88            | −2,16            | 0,52             | 4,54             | 9,32             | 13,60            | 18,18            | 17,50            | 12,68            | 8,13             | 3,18             | 0,32             |                  |
| Норма опадів, мм                              | 76               | 62               | 75               | 86               | 75               | 87               | 64               | 90               | 90               | 112              | 123              | 95               |                  |
| Середньомісячна швидкість вітру, м/с          | 2.03             | 2.30             | 2.49             | 2.49             | 2.25             | 2.15             | 2.10             | 2.04             | 2.03             | 2.20             | 2.27             | 2.19             |                  |
| Середньомісячна сонячна радіація, кДж/м²·день | 4549             | 7462             | 10718            | 15067            | 19254            | 20930            | 21820            | 18732            | 14101            | 9084             | 4964             | 3816             |                  |
| --------------------------------------------- | ---------------- | ---------------- | ---------------- | ---------------- | ---------------- | ---------------- | ---------------- | ---------------- | ---------------- | ---------------- | ---------------- | ---------------- | ---------------- |
| Джерело:                                      |                  |                  |                  |                  |                  |                  |                  |                  |                  |                  |                  |                  |                  |